# Agylla fulvithorax
Agylla fulvithorax är en fjärilsart som beskrevs av George Francis Hampson 1914. Agylla fulvithorax ingår i släktet Agylla och familjen björnspinnare. Inga underarter finns listade i Catalogue of Life.